# سیارک ۱۱۷۸
سیارک ۱۱۷۸ (به انگلیسی: 1178 Irmela، نامگذاری:1931EC) هزار و صد و هفتاد و هشتمین سیارک کشف شده‌است که در ۱۳ مارس ۱۹۳۱ و در هایدلبرگ کشف شد.
قدر مطلق سیارک برابر ۱۱٫۸۱ است.